# Toéni (département)
Pour le village, voir Toéni.
Toéni est un département et une commune rurale du Burkina Faso, situé dans la province du Sourou et la région de la Boucle du Mouhoun. En 2006, il comptait 30 202 habitants,.

## Géographie

### Villages
Le département comprend un village chef-lieu (populations actualisées en 2006) :
- Toéni (977 habitants)

et 26 autres villages :
- Boussouré (597 habitants)
- Dagalé (1 309 habitants)
- Domoni (1 481 habitants)
- Dounkou (1 642 habitants)
- Ganagoulo (808 habitants)
- Gomé (683 habitants)
- Gon (2 440 habitants)
- Kanéga (720 habitants)
- Koréguéré (330 habitants)
- Kwarémenguel (3 259 habitants)
- Kwarétocksel (611 habitants)
- Loroni (sans Pérèga et Yarin) (1 847 habitants)
- Louta (2 757 habitants)
- Manga (sans Sanghaï) (522 habitants)
- Néhourou (1 694 habitants)
- Ouargaye (319 habitants)
- Ouorou (1 469 habitants)
- Pérèga (rattaché à Loroni) (350 habitants)
- Pissantin (288 habitants)
- Sané (752 habitants)
- Sanga (611 habitants)
- Sanghaï (rattaché à Manga) (280 habitants)
- Santelma (363 habitants)
- Sémé (1 759 habitants)
- Sindié (1 401 habitants)
- Soro (1 016 habitants)
- Yarin (rattaché à Loroni) (205 habitants)